# 아리에 와르셸
아리에 와르셸(Arieh Warshel, 1940년 11월 20일 ~ )은 미국의 생화학자이다. 마이클 레빗, 마르틴 카르플루스과 함께 2013년 노벨 화학상을 수상하였다.